# Лінійні кораблі типу «Бранденбург»

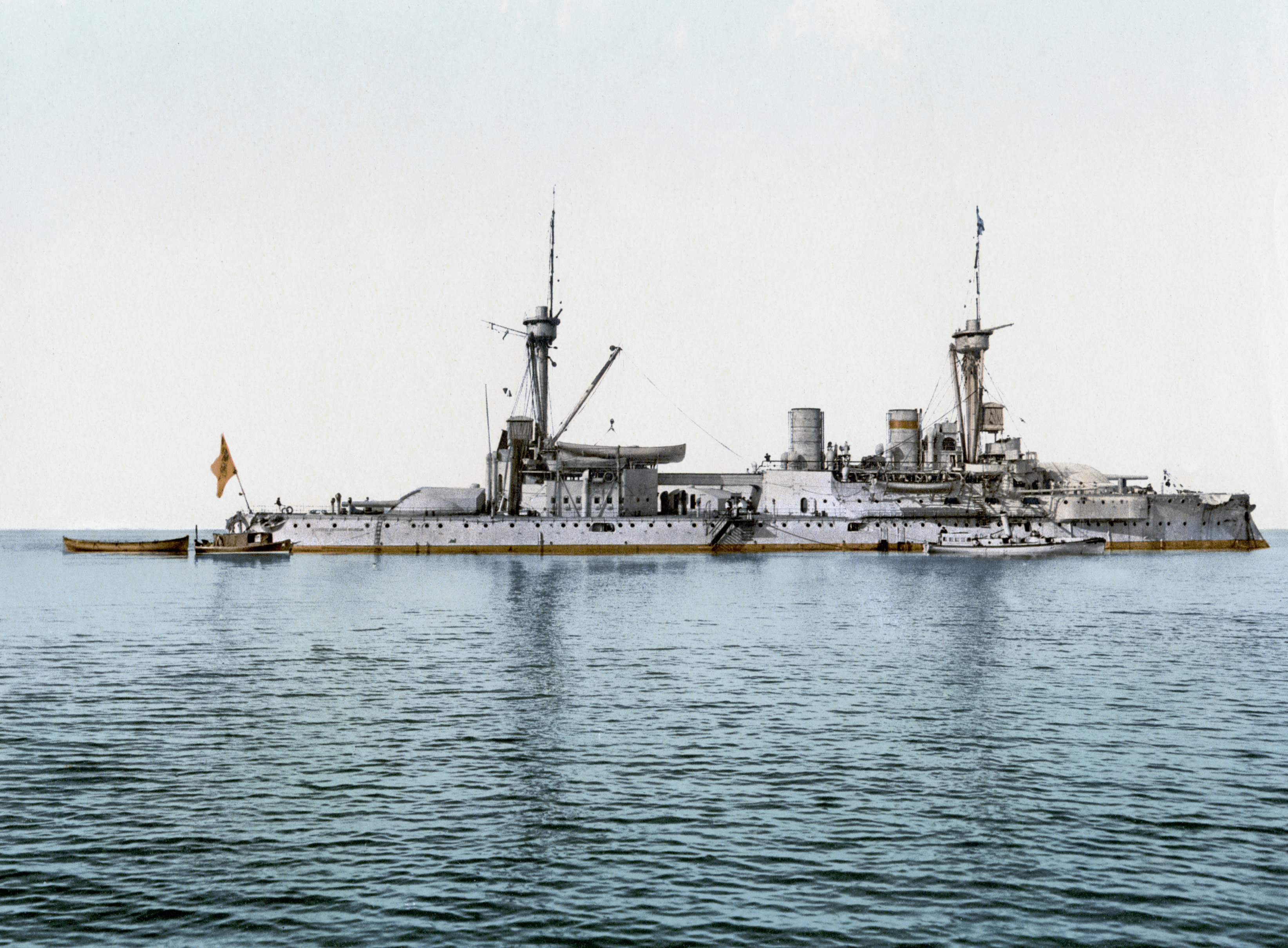
Представник типу, «Курфюрст Фрідріх Вільгельм», 1900 рік

Лінійні кораблі типу «Бранденбург» — чотири пре-дредноути, побудовані для Імператорських військово-морських сил Німеччини, перші кораблі такого класу в їх складі.

## Історія створення
Brandenburg, Wörth, Weissenburg та Kurfürst Friedrich Wilhelm були першими морехідними основними кораблями побудованими для німецького флоту за майже два десятиліття, зокрема через небажання Рейхстагу виділяти кошти на великі проєкти. Цей тип виник після кількох проєктів невеликих броненосців берегової оборони, і в ретроспективі може розглядатися як початок розбудови флоту, результатом якої стало створення Флоту відкритого моря.
Кораблі замовлено в рамках програми розвитку, яка відбивала плутанину уявлень щодо стратегії і тактики у багатьох військових флотах 1880-х. Процес проєктування типу «Бранденбург» був дуже тривалим, з багатьма відмінностями від застарілого розміщення озброєння в центральній батареї до версій з двогарматними баштами, розміщеними поряд. Конструктори врешті решт вирішили озброїти кораблі нестандартною батареєю головного калібру з шести 280-мм гармат, тоді як більшість тодішніх лінійних кораблів несли чотири чи навіть менше важких гармат.

## Служба
Всі чотири кораблі перші роки служили в Першій ескадрі німецького флоту, причому Kurfürst Friedrich Wilhelm був її флагманським кораблем. Впродовж цього періоду вони проводили традиційні навчання та здійснювали візити в порти інших країн, часто супроводжуючи яхту імператора Вільгельма ІІ.
У 1900, кораблі спрямовано до Китаю для участі в придушенні Боксерського повстання, проте вони прибули після завершення основних бойових дій і практично не брали у них участі. Після повернення до Німеччини кораблі пройшли модернізацію, починаючи з 1902 року, після якої повернулися до виконання обов'язків мирного часу.
Brandenburg та Wörth залишалися на службі в німецькому флоті до 1912, коли були виведені до резерву.
У 1910 році Kurfürst Friedrich Wilhelm та Weissenburg продано Османській імперії та перейменовано на Barbaros Hayreddin та Turgut Reis. Ці кораблі інтенсивно використовувалися під час Першої Балканської війни, забезпечуючи вогневу підтримку османським військам у боях у Фракії, а також протистояли флоту Греції у битві при Еллі та Лемносі в листопаді 1912 та січні 1913 року відповідно.
Після початку Першої світової війни, німецькі кораблі типу були реактивовані для виконання функцій з охорони узбережжя Північного моря. Натомість османські пре-дредноути активно використовувалися для підтримки фортець уздовж Дарданелл під час Дарданельської кампанії проти британських та французьких сил. Barbaros Hayreddin торпедувала та потопила британська субмарина E11 у квітні 1915 року, але другий османський корабель пережив війну.
Brandenburg та Wörth роззброєно та спрямовано для виконання допоміжних завдань, і, врешті решт, утилізовано 1919 року, тоді як Turgut Reis використовувався як навчальний корабель до 1933 року. Потім він став плавучою казармою і використовувався таким чином до 1950 року, коли був проданий на брухт.

## Літератури
- Bodin, Lynn E. (1979). The Boxer Rebellion. London: Osprey Publishing. ISBN 978-0-85045-335-5.
- Dodson, Aidan (2016). The Kaiser's Battlefleet: German Capital Ships 1871–1918. Barnsley: Seaforth Publishing. ISBN 978-1-84832-229-5.
- Erickson, Edward J. (2003). Defeat in Detail: The Ottoman Army in the Balkans, 1912–1913. Westport: Praeger. ISBN 978-0-275-97888-4.
- François, Guy (2006). Eisenbahnartillerie: Histoire de l'artillerie lourd sur voie ferrée allemande des origines à 1945 [Railroad Guns: The History of German Railroad Artillery From its Origins to 1945] (фр.). Paris: Editions Histoire et Fortifications. ISBN 978-2-915767-08-7.
- Friedman, Norman (2011). Naval Weapons of World War One: Guns, Torpedoes, Mines and ASW Weapons of All Nations; An Illustrated Directory. Annapolis: Naval Institute Press. ISBN 978-1-84832-100-7.
- Gardiner, Robert; Gray, Randal, ред. (1985). Conway's All the World's Fighting Ships, 1906–1921. Annapolis: Naval Institute Press. ISBN 978-0-87021-907-8.
- Gardiner, Robert; Chesneau, Roger; Kolesnik, Eugene M., ред. (1979). Conway's All the World's Fighting Ships: 1860–1905. London: Conway Maritime Press. ISBN 978-0-85177-133-5.
- Gröner, Erich (1990). German Warships: 1815–1945. Т. Vol. I: Major Surface Vessels. Annapolis: Naval Institute Press. ISBN 978-0-87021-790-6. {{cite book}}: |volume= має зайвий текст (довідка)
- Halpern, Paul G. (1995). A Naval History of World War I. Annapolis: Naval Institute Press. ISBN 978-1-55750-352-7.
- Herwig, Holger (1998). "Luxury" Fleet: The Imperial German Navy 1888–1918. Amherst: Humanity Books. ISBN 978-1-57392-286-9.
- Hildebrand, Hans H.; Röhr, Albert; Steinmetz, Hans-Otto (1993). Die Deutschen Kriegsschiffe: Biographien: ein Spiegel der Marinegeschichte von 1815 bis zur Gegenwart (Band 2) [The German Warships: Biographies: A Reflection of Naval History from 1815 to the Present (Vol. 2)] (нім.). Ratingen: Mundus Verlag. ISBN 978-3-8364-9743-5.
- Hildebrand, Hans H.; Röhr, Albert; Steinmetz, Hans-Otto (1993). Die Deutschen Kriegsschiffe: Biographien: ein Spiegel der Marinegeschichte von 1815 bis zur Gegenwart (Band 5) [The German Warships: Biographies: A Reflection of Naval History from 1815 to the Present (Vol. 5)] (нім.). Ratingen: Mundus Verlag. ISBN 978-3-7822-0456-9.
- Hildebrand, Hans H.; Röhr, Albert; Steinmetz, Hans-Otto (1993). Die Deutschen Kriegsschiffe: Biographien: ein Spiegel der Marinegeschichte von 1815 bis zur Gegenwart (Band 8) [The German Warships: Biographies: A Reflection of Naval History from 1815 to the Present (Vol. 8)] (нім.). Ratingen: Mundus Verlag. ASIN B003VHSRKE.
- Langensiepen, Bernd; Güleryüz, Ahmet (1995). The Ottoman Steam Navy 1828–1923. London: Conway Maritime Press. ISBN 978-0-85177-610-1.
- Nottelmann, Dirk (2002). Die Brandenburg-Klasse: Höhepunkt des deutschen Panzerschiffbaus [The Brandenburg Class: High Point of German Armored Ship Construction] (нім.). Hamburg: Mittler. ISBN 978-3-8132-0740-8.
- Sondhaus, Lawrence (1997). Preparing for Weltpolitik: German Sea Power Before the Tirpitz Era. Annapolis: Naval Institute Press. ISBN 978-1-55750-745-7.